# 5375 Siedentopf
5375 Siedentopf este un asteroid din centura principală de asteroizi.

## Descriere
5375 Siedentopf este un asteroid din centura principală de asteroizi. A fost descoperit pe 11 ianuarie 1989 la Tautenburg de Freimut Börngen. El prezintă o orbită caracterizată de o semiaxă mare de 3,17 ua, o excentricitate de 0,17 și o înclinație de 2,4° în raport cu ecliptica.